# Grazie!
Grazie! (Thank You) è un film muto del 1925 diretto da John Ford.

## Produzione
Il film fu prodotto dalla Fox Film Corporation

## Distribuzione
Distribuito dalla Fox Film Corporation, il film uscì nelle sale cinematografiche statunitensi il 1º novembre dopo essere stato presentato in prima a New York il 5 ottobre 1925. Non si conoscono copie ancora esistenti della pellicola che viene considerata presumibilmente perduta.